# Ministerio de Defensa (Malasia)

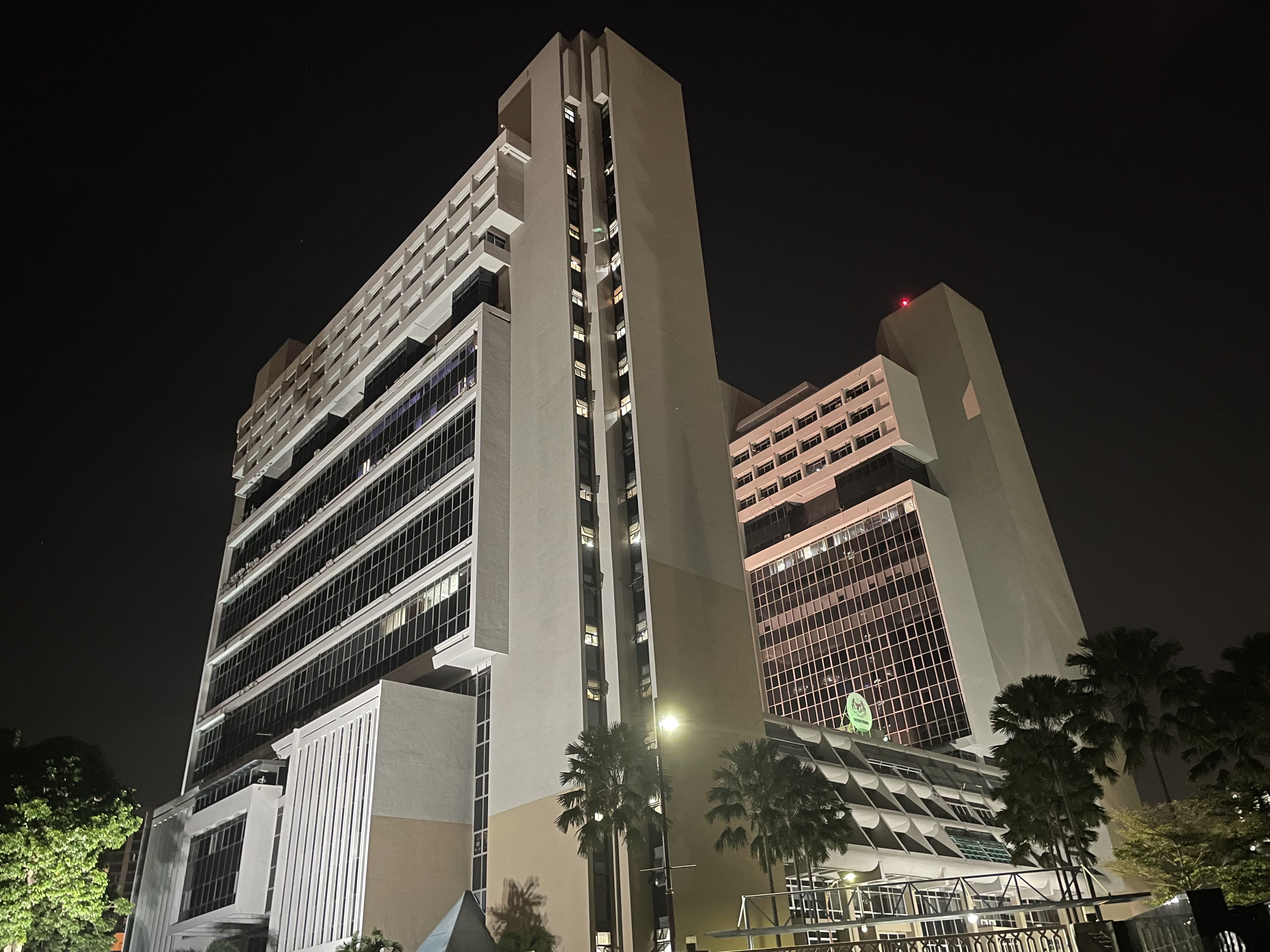
Ministerio de defensa (Malasia)

El Ministerio de Defensa (en malayo: Kementerian Pertahanan) abreviado MINDEF o KEMENTAH, es el Ministerio del Gobierno de Malasia a cargo de la defensa, seguridad nacional, fuerzas armadas, servicio de inteligencia, contrainteligencia, inteligencia militar, servicio nacional y asuntos de veteranos.
El Ministro de Defensa administra sus funciones a través del Ministerio de Defensa y una serie de otras agencias gubernamentales. El actual Ministro de Defensa es Ismail Sabri Yaacob, perteneciente al Organización Nacional de los Malayos Unidos (UMNO) de la coalición oficialista Perikatan Nasional. La sede del ministerio se encuentra en Kuala Lumpur.

## Historia
El Ministerio de Defensa se estableció el 31 de agosto de 1957 y oficialmente comenzó a operar en un edificio ubicado en Brockman Road (ahora Jalan Dato'Onn), Kuala Lumpur. Este edificio también albergaba la oficina del primer ministro de Defensa, Abdul Razak Hussein, que se desempeñó del 31 de agosto de 1957 al 22 de septiembre de 1970, cuando renunció al convertirse en primer ministro.
El primer edificio del Ministerio de Defensa fue construido por el Gobierno Federal a un costo de RM122,000.00 y oficialmente inaugurado por Razak el 18 de marzo de 1960. El edificio construido en Jalan Padang Tembak también albergaba a los Jefes y Oficiales de las Fuerzas Armadas de Malasia de los tres servicios. Como resultado de la creciente conciencia entre los líderes sobre la importancia de las fuerzas armadas, se construyó un complejo que consta de seis bloques de cuatro pisos frente a la Oficina de la División de Servicios para Miembros para atender a la creciente membresía. El edificio RM 2 millones fue inaugurado oficialmente por el primer ministro Tunku Abdul Rahman el 6 de abril de 1967. Después de la retirada de las tropas británicas, el gobierno malasio tomó medidas drásticas para mejorar la seguridad del país ante cualquier amenaza. Esta tarea se confía al Ministerio de Defensa, así como a la tarea de mejorar la eficiencia en la gestión de las necesidades militares de vez en cuando.
Para acomodar todas las agencias bajo un mismo techo, el gobierno ha decidido construir un nuevo edificio para el Ministerio de Defensa. Como un símbolo, la primera piedra fue colocada por el entonces Viceministro de Defensa, Abang Haji Mustapha el 10 de marzo de 1982. El nuevo edificio está ubicado en Jalan Padang Tembak, Kuala Lumpur y fue construido con un presupuesto de RM144 millones y se completó a mediados de 1985. Este edificio de veinte plantas se conoce como "WISMA PERTAHANAN" y ofrece espacio para oficinas y salas de reuniones. El área alrededor de "WISMA PERTAHANAN" conocida como Complejo de Defensa también ofrece instalaciones tales como edificio de estacionamiento de varias plantas, auditorio, sala de oración, campo de defensa, estaciones de guardia, torres, sala de computación, helipuerto, cafetería y otros.
El Ministerio de Defensa está dirigido por el ministro de Defensa y asistido por un Viceministro. La organización del Ministerio de Defensa consta de dos servicios principales. En primer lugar, el Servicio Público que está encabezado por el Secretario General y las Fuerzas Armadas de Malasia (MAF) está encabezado por el Jefe de las Fuerzas Armadas.